# Mitsubishi Corporation
Mitsubishi Corporation (Japans: MC, 三菱商事, Mitsubishi Shōji) is Japans grootste handelsmaatschappij (sogo shosha). Het is een onderdeel van de Mitsubishi Group (Japans: 三菱グループ, Mitsubishi Gurūpu, "Mitsubishi groep"). MC werd opgericht in 1954 en de aandelen kregen in hetzelfde jaar een notering aan de effectenbeurzen van Tokio en Osaka.

## Activiteiten
Traditioneel had Mitsubishi veel handelsactiviteiten. Dit is aangevuld met een divers palet van andere activiteiten, zoals mijnbouw, industriële goederen, automobielen (inclusief een minderheidsbelang in Mitsubishi Motors), financiële producten en detailhandel. MC is actief in meer dan 90 landen wereldwijd en heeft belangen in zo'n 1700 bedrijven. Er werken meer dan 80.000 mensen bij het bedrijf en dochterondernemingen.
De activiteiten zijn verdeeld in 10 groepen: Natural Gas, Industrial Materials, Petroleum & Chemicals Solution, Mineral Resources, Industrial Infrastructure, Automotive & Mobility, Food Industry, Consumer Industry, Power Solution en Urban Development.

### Nederland
Mitsubishi Corporation heeft begin januari 2013 een samenwerkingsovereenkomst gesloten met het Nederlandse energiebedrijf Eneco. De bedrijven hebben afgesproken om langdurig samen te gaan werken bij projecten op het gebied van offshore windenergie in Europa. Mitsubishi neemt in elk geval een belang van 50% in het nieuwe offshore windpark Luchterduinen. In ruil voor een investering van circa 225 miljoen euro krijgen de Japanners een aandeel van 50% in het windpark. Op 25 november 2019 werd bekend gemaakt dat Mitsubishi Corporation, samen met Chubu Electric Power, Eneco overneemt voor 4,1 miljard euro.
Later in januari 2013 hebben TenneT en MC hun samenwerking in twee Duitse offshore-hoogspanningskabelprojecten, BorWin1 en BorWin2, officieel bekrachtigd. Met een toegezegde kapitaalinjectie van maximaal 240 miljoen euro krijgt MC een belang van 49% in beide projecten. Verder hebben de twee partijen een contract ondertekend voor een investering in twee andere offshore-projecten, HelWin2 en DolWin2. Mitsubishi krijgt daarin een belang van 49% en betaalt hiervoor maximaal 336 miljoen euro.

## Geschiedenis
Mitsubishi Shoji werd opgericht in 1954 en was vooral een handelsbedrijf. In 1968 begon de uitbreiding buiten de traditionele activiteiten en participeerde in een investering in een vloeibaar aardgas (lng) project in Brunei. Vervolgstappen werden gemaakt met investeringen in ijzererts- en steenkoolprojecten in Australië en Canada en zoutactiviteiten in Mexico. In 1971 werd de officiële Engelse naam Mitsubishi Corporation (MC). In 1992 viel het besluit deel te nemen in Sakhalin Energy. Dit bedrijf heeft diverse olie- en gasvelden in het uiterste oosten van Rusland in productie gebracht en het gas wordt omgezet in lng, met Japan als belangrijkste afnemer.  In januari 2000 kocht het 20% van de aandelen in de winkelketen Lawson. Het volgende jaar werd een joint venture opgezet met BHP als partner. De joint venture heeft diverse steenkoolmijnen in Australië in handen en de partners hebben elk 50% van de aandelen in handen.

## Trivia
Het logo en de naam Mitsubishi bestaan sinds de oprichting van het bedrijf Tsukumo Shokai en is een combinatie twee familiewapens. Mitsu dat "drie" betekent, komt van "Mitsu-gashiwa" het familiewapen van de Yamauchi familie, die de heren van het domein Tosa waren, waar oprichter Yataro Iwasaki geboren was. Bishi dat "waterkastanje" betekent, komt van "Sangai-bishi" het familiewapen van de Iwasaki familie. In 1914 werd het huidige embleem vastgelegd.